# He Xiangyang
He Xiangyang (chinesisch 贺向阳, Pinyin Hè Xiàngyáng, * 13. Dezember 1962) ist ein chinesischer Badmintonspieler und -trainer. 

## Karriere
He Xiangyang siegte 1986 bei den Belgian International im Herrendoppel mit Tang Hai. Mit ihm war er auch ein Jahr später bei den Dutch Open erfolgreich. 1989 wurde er im Doppel Zweiter bei den French Open. Nach seiner aktiven Karriere begann er eine Trainerlaufbahn und stieg bis zum chinesischen Nationaltrainer für die Herrendoppel und die Mixed auf.

## Sportliche Erfolge
| Saison | Veranstaltung         | Disziplin    | Platz | Name                      |
| ------ | --------------------- | ------------ | ----- | ------------------------- |
| 1985   | Belgian International | Herrendoppel | 1     | He Xiangyang / Tang Hui   |
| 1986   | Dutch Open            | Herrendoppel | 1     | He Xiangyang / Tang Hui   |
| 1986   | French Open           | Herrendoppel | 2     | He Xiangyang / Huang Zhen |